# Miguel Zorrilla
Miguel Zorrilla y Ruiz del Árbol (Zamora, 1820-Madrid, 1878) fue un político y jurista español, varias veces diputado a Cortes durante el reinado de Isabel II, además de senador durante el Sexenio Democrático.

## Biografía
Nacido el 18 de abril de 1820 en la ciudad de Zamora, durante el reinado de Isabel II fue diputado en varias ocasiones, por circunscripciones de Zamora, Valladolid, Soria y Salamanca.  Más adelante, entre 1872 y 1873, ya durante el Sexenio Democrático, fue senador por la provincia de Salamanca. Magistrado del Tribunal Supremo, fue condecorado con una gran cruz de la Orden de Isabel la Católica. Falleció el 14 de diciembre de 1878 en Madrid. Miguel Zorrilla, que habría sido enterrado en la sacramental de San Isidro, era pariente de Manuel Ruiz Zorrilla, tío suyo según la prensa periódica.